# Zuzana Bergrová
Zuzana Bergrová (República Checa, 24 de noviembre de 1984) es una atleta checa especializada en la prueba de 4x400 m, en la que consiguió ser medallista de bronce mundial en pista cubierta en 2010.

## Carrera deportiva
En el Campeonato Mundial de Atletismo en Pista Cubierta de 2010 ganó la medalla de bronce en los relevos de 4x400 metros, llegando a meta en un tiempo de 3:30.05 segundos, tras Estados Unidos y Rusia (plata).